# Calvaire (Beauzée-sur-Aire)

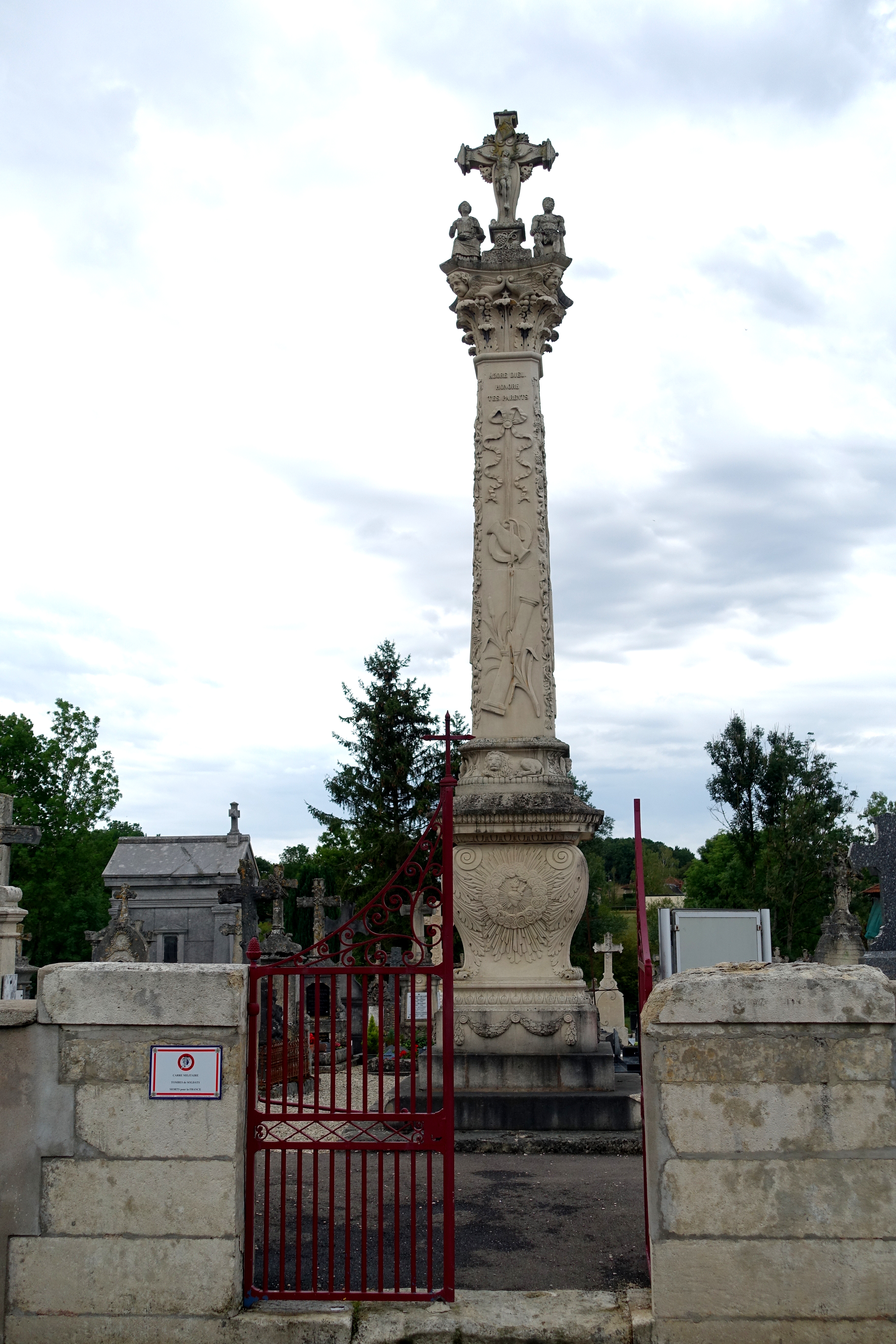
Calvaire in Beauzée-sur-Aire

Der Calvaire in Beauzée-sur-Aire, einem Ortsteil der französischen Gemeinde Beausite im Département Meuse in der Region Grand Est, wurde 1858 errichtet. 
Der Calvaire, der auf dem Friedhof steht, wurde von dem Bildhauer Jean-Joseph Caveneget aus Bar-le-Duc aus Kalkstein von Savonnières geschaffen. Der Friedhof von Beauzée-sur-Aire wurde während einer Choleraepidemie im Jahr 1854 von der Kirche weg nach außerhalb verlegt. Das Friedhofsgrundstück und der Calvaire wurden von einem Bürger gestiftet. 
Auf einem mehrteiligen Sockel steht ein Pfeiler mit einem Kapitell mit Palmetten und Engelsköpfen, der eine Kreuzigungsszene trägt. Die Figur links vom Kreuz symbolisiert die Gerechtigkeit und rechts neben dem Kreuz ist Herakles dargestellt. Unter dem Kreuz ist eine Weintraube zu sehen. Der Pfeiler ist an allen Seiten vor allem mit floralen Motiven skulptiert.